# جوزيف إيمرسون
جوزيف إيمرسون (بالإنجليزية: Joseph Emerson)‏ هو أمين مكتبة أمريكي، ولد في 28 مايو 1821، وتوفي في 4 أغسطس 1900.